# Fundeni, Prahova
Fundeni (mai vechi, Zahana, Gura Bughiei) este un sat în comuna Gura Vitioarei din județul Prahova, Muntenia, România.
Așezarea este atestată documentar în anul 1650.